# Ca n'Artés (Barcelona)
|  | No s'ha de confondre amb Ca l'Artés (Igualada). |

Ca n'Artés és una masia del barri d'el Turó de la Peira de Barcelona, catalogada com a bé cultural d'interès local. Forma part del conjunt històric de Santa Eulàlia de Vilapicina, també catalogat com a BCIL.

## Història
El cavaller i mossèn Pere d'Artés n'era el propietari, i s'hi allotjava sovint als segles xiv i xv quan venia a la vall d'Horta, on tenia diverses propietats. Tingué una gran extensió de terres de conreu. Fins al segle xv va allotjar viatgers, ja que era un lloc de pas important, ja que aquí es creuaven els camins de Sant Iscle i d'Horta.
Actualment, el propietari és Antoni Mancebo. Una part de la planta baixa està ocupada per un forn de pa, i l'altre per un Centre Femení, sota el patronatge de Santa Eulàlia, que es venera a la capella del costat.

## Descripció
De planta rectangular, amb planta baixa i un pis i coberta a dues vessants. La façana és de carreus de pedra amb tres finestres, una de les quals és gòtica. El portal és dovellat. Interiorment la casa presenta motius de pagesia. La teulada és molt irregular i ha passat per diverses etapes i transformacions, però un incendi va malmetre'n la façana i va provocar la destrucció de part de la teulada i la pèrdua d'un dels arcs conopials.